# Pałac w Zaborolu
Pałac w Zaborolu – wybudowany w XVII w. przez Stefana Czarnieckiego w Zaborolu.

## Historia
Pierwotny pałac wzniesiony w stylu renesansowym, przebudowany został na klasycystyczny pałacyk według projektu Henryka Ittara, znanego dubieńskiego architekta. W pałacu, w 1707 roku przebywał car Rosji Piotr I Wielki. Pałac na początku XIX w. kolejny raz przebudowano w stylu neogotyckim. Na początku XX w. obiekt należał do Szlemera. Obecnie stan budynku jest zadowalający, natomiast dostęp dla zwiedzających jest ograniczony.

## Park
Obok pałacu znajduje się angielski park, założony przez ogrodnika Dionizego Miklera, twórcę parków i ogrodów na Wołyniu i Podolu. Park zaprojektowany był na paru pagórkach, z których rozciągała się panorama Łucka z górującymi wieżami zamku i kościoła. 

## Kaplica
Obok pałacu stała kaplica wybudowana w stylu neogotyckim, zaprojektowana również przez Henryka Ittara.